# Sindrome di Rabson-Mendenhall
La sindrome di Rabson-Mendenhall è una rara malattia genetica caratterizzata da anomalie a livello insulinico, di carattere autosomico recessivo..

## Sintomatologia
Fra i sintomi i segni clinici si riscontrano iperplasia surrenale corticale, insulinoresistenza, ipertrofia della ghiandola pineale, iperinsulinemia, ritardo della crescita, dismorfia muscolare, acantosi nigricans, irsutismo e insorgenza di diabete mellito.